# Isaac Schapera
Isaac Schapera, né le 23 juin 1905 à Garies en Afrique du Sud et mort le 26 juin 2003 à Londres, est un anthropologue britannique.

## Publications
- The Khoisan Peoples of South Africa, 1930
- A Handbook of Tswana Law and Custom, 1938
- Married Life in an African Tribe, 1940
- Native Land Tenure in the Bechuanaland Protectorate, 1943
- Migrant Labour and Tribal Life, 1948
- The Ethnic Composition of Tswana Tribes, 1952; The Tswana, 1953
- Government and Politics in Tribal Societies, 1956
- Praise Poems of Tswana Chiefs, 1965
- Tribal Innovators, 1970
- Rainmaking Rites of Tswana Tribes, 1971
- Kinship Terminology in Jane Austen's Novels, 1977
- Sous la direction de :
  - Western Civilization and the Natives of South Africa, 1934
  - The Bantu-speaking Tribes of South Africa, 1937
  - David Livingstone's Journals and Letters 1841-1856 (6 vol.), 1959-63
  - David Livingstone: South African papers 1849-1853, 1974